# Albertina (Wenen)
De Albertina is een kunstmuseum in het paleis Erzherzog Albrecht in de Oostenrijkse hoofdstad Wenen. Het museum is genoemd naar aartshertog Albert Casimir van Saksen-Teschen, wiens prentenkabinet aan de basis ligt van het huidige museum.

## Geschiedenis
Albert Casimir van Saksen-Teschen begon zijn verzameling in 1776 in Presburg (tegenwoordig Bratislava, de hoofdstad van Slowakije), waar hij als stadhouder van Hongarije resideerde. Nadat hij in 1780 landvoogd van de Oostenrijkse Nederlanden was geworden, verhuisde de verzameling met hem mee naar het door hem gebouwde kasteel van Laken in Brussel. In 1795 vestigde Albert Casimir zich in het Palais Taroucca in Wenen, het huidige Palais Erzherzog Albrecht. Sinds 1822, Alberts sterfjaar, is de collectie voor het publiek toegankelijk.
In 1919 gingen gebouwen en collecties in eigendom over naar de Oostenrijkse staat. In 1920 werd de collectie samengevoegd met die van de Kaiserliche Hofbibliothek. Vanaf die tijd heten zowel het gebouw als de collectie Albertina. De Albertina was in de 20ste eeuw een prentenkabinet, en in dat opzicht een van de voornaamste ter wereld.
Aan het eind van de 20ste eeuw werd het museum gesloten voor een grootscheepse verbouwing. Bij de heropening in 2003 was het museum voorzien van een opvallend en niet onomstreden vleugeldak, dat de naam van de sponsor kreeg: de Soravia Wing. De ingang van het museum bevond zich niet langer op het straatniveau, maar boven op het Augustinerbastei waarop het Palais Erzherzog Albrecht staat. Bezoekers bereiken deze ingang met een roltrap, waarvoor een aantal beelden van de Danubiusbrunnen plaats moest maken. De nieuwe entree werd ontworpen door Hans Hollein.
Sinds de verwerving van de collectie Batliner in 2007 herbergt de Albertina ook een toonaangevende afdeling klassiek-moderne schilderkunst. Ook kwamen er een afdeling fotografie en een afdeling architectuur. De verwerving van de collectie Essl, die uit naoorlogse kunst bestaat, was in 2018 de aanzet tot de inrichting van een filiaal, het Albertina Modern, dat sinds 2020 in het Künstlerhaus aan de Karlsplatz is gevestigd.

## Collectie

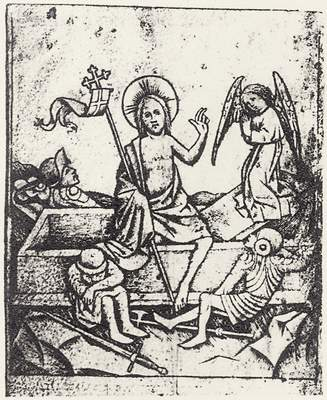
Meister der Sielkarten: Auferstehung (1435/55)

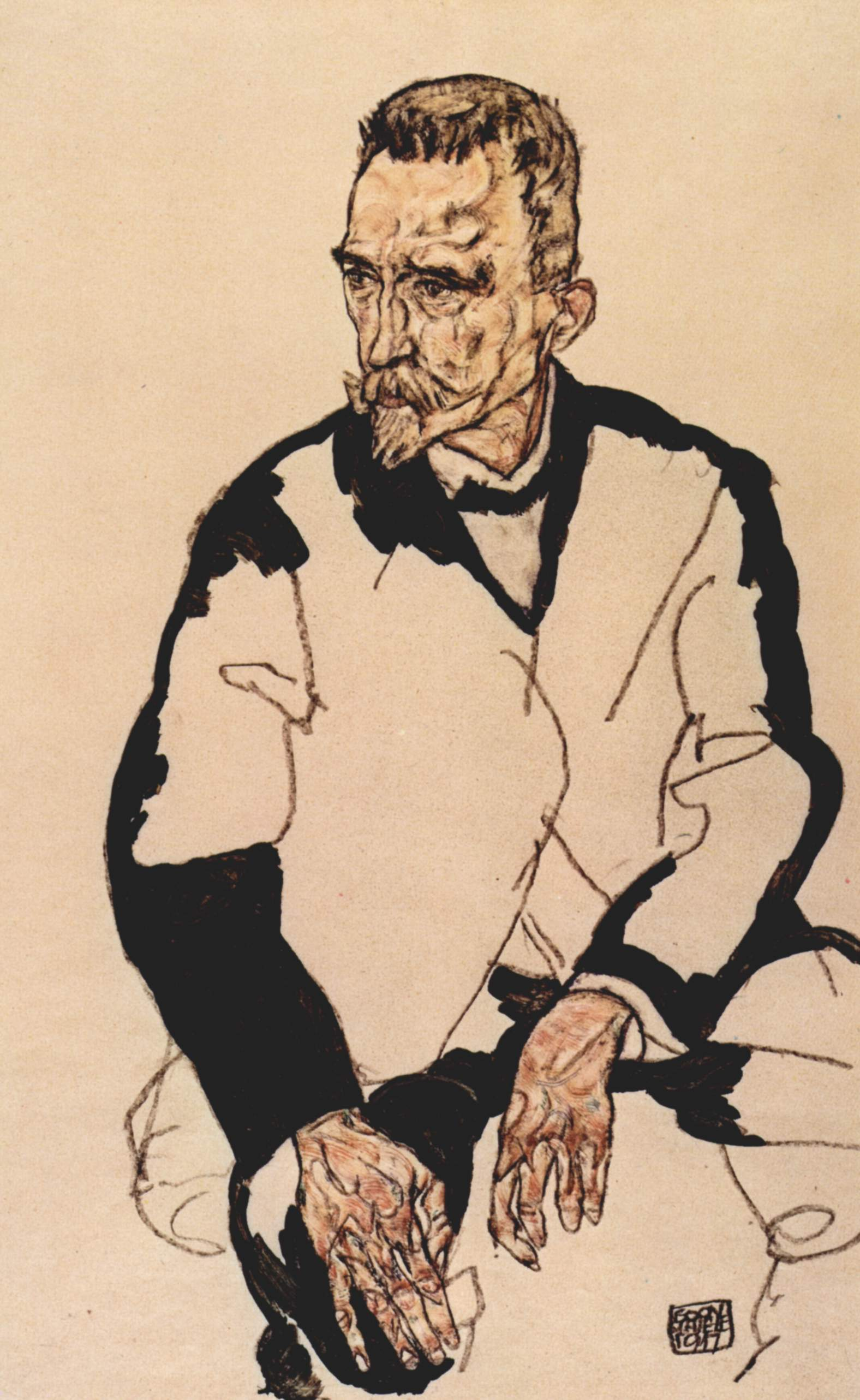
Egon Schiele: portret van Heinrich Benesch (1917)

De collectie van de Albertina bestaat uit vijf onderdelen:
- een grafische collectie, bestaande uit ca. 950.000 tekeningen en bladen grafiek, waaronder werk van Leonardo da Vinci, Michelangelo, Rafaël, Peter Paul Rubens, Rembrandt van Rijn, Albrecht Dürer, Peter Fendi, Gustav Klimt, Egon Schiele en Oskar Kokoschka, die vanwege het kwetsbare karakter niet permanent worden tentoongesteld,
- een architectuurcollectie, bestaande uit ruim 40.000 ontwerpen, schetsen en modellen,
- een fotocollectie, bestaande uit ca. 100.000 objecten, die in wisselende presentaties worden tentoongesteld in de Galleries for Photography,
- de collectie Batliner, vooral bestaande uit moderne klassieken (sinds 2007), die wordt gepresenteerd onder de titel Monet bis Picasso en verder onder meer bestaat uit werk van Paul Cézanne, Ernst Kirchner, Kazimir Malevitsj, Marc Chagall en wederom de Oostenrijkers Klimt en Kokoschka,
- de collectie Essl, bestaande uit naoorlogse kunst (sinds 2018, in 2020 ondergebracht in het Albertina Modern).

## Tentoonstellingen
Naast de permanente expositie worden in de Albertina wisseltentoonstellingen gehouden. De eerste tentoonstelling na de heropening in 2003 was gewijd aan Edvard Munch. De meeste bezoekers trokken de tentoonstellingen over Vincent van Gogh (ca. 590.000 bezoekers, 2008), Claude Monet (536.000 bezoekers, 2018) en Albrecht Dürer (422.000, 2019/20).